# Iéna (1902)
Iéna [je.na] fue un acorazado pre-dreadnought construido para la Armada francesa (Marine Nationale). Completado en 1902 y nombrado así por una de las victorias de Napoleón, el barco fue asignado al Escuadrón del Mediterráneo y permaneció allí durante toda su carrera, sirviendo con frecuencia como buque insignia. Participó en las maniobras anuales de la flota y realizó numerosas visitas a puertos franceses en el Mediterráneo. 
En 1907, mientras el Iéna estaba atracado para una reparación, hubo una explosión de cargador que probablemente fue causada por la descomposición del viejo propulsor Poudre B. Mató a 120 personas y dañó gravemente el barco. Posteriormente se iniciaron las investigaciones y el escándalo resultante obligó al ministro de Marina a dimitir. Si bien el daño podría haberse reparado, se consideró que no  valía la pena invertir ni el tiempo ni el gasto en el barco obsoleto. Entonces su casco rescatado se utilizó como objetivo de artillería en 1909 y luego se vendió como chatarra en 1912.

## Diseño y descripción
El 11 de febrero de 1897 el ministro de Marina (Ministre de la Marine) Armand Besnard, después de consultar con el Consejo Supremo de la Marina (Conseil supérieur de la Marine), solicitó un diseño para un acorazado clase Carlomagno ampliado con un desplazamiento máximo de 12 000 toneladas (11 810 toneladas largas), un esquema de blindaje capaz de preservar la estabilidad y la flotabilidad después de varias penetraciones del casco y la inundación resultante, un armamento igual al de los acorazados extranjeros, una velocidad de 18 nudos (33 km / h; 21 mph) y un alcance mínimo de 4500 millas náuticas (8300 km; 5200 millas). El Director de Construcción Naval (Directeur du matérial), Jules Thibaudier, ya había preparado un diseño preliminar dos meses antes con una armadura Harvey mejorada, pero se modificó para aumentar la altura de la armadura del cinturón por encima de la línea de flotación y reemplazar la de 138,6 milímetros. (5,5 pulgadas) cañones de los Charlemagnes con cañones de 164,7 milímetros (6,5 pulgadas). Thibaudier presentó su diseño revisado el 9 de febrero y fue aprobado por la Junta de Construcción (Conseil des travaux) el 4 de marzo con modificaciones menores.
Iéna tenía una longitud total de 122,31 metros (401 pies 3 pulgadas), una manga de 20,81 metros (68 pies 3 pulgadas)  y, con carga profunda, un calado de 7,45 metros (24 pies 5 pulgadas) hacia adelante y 8,45 metros. (27 pies 9 pulg) en popa. Desplazó 11.688 toneladas (11 503 toneladas largas) en carga normal y 12 105 toneladas (11 914 toneladas largas) en carga profunda. Como buque insignia, Iéna tenía una tripulación de 48 oficiales y 731 marineros; como barco privado, su tripulación contaba con 33 oficiales y 668 marineros. El barco estaba equipado con grandes quillas de achique, pero, según el historiador naval N. J. M. Campbell, se informó que rodaba considerablemente y cabeceaba pesadamente, aunque esto se contradice con el informe del capitán (Capitaine de vaisseau) Bouxin de noviembre de 1905: «Desde el punto de vista de la navegación, el Iéna es un barco excelente. los movimientos son suaves y el barco cabalga bien las olas». Los historiadores navales John Jordan y Philippe Caresse creen que el barco era una buena plataforma de armas porque tenía un balanceo largo y lento y maniobraba bien.
Iéna estaba propulsado por un trío de máquinas de vapor de triple expansión vertical de cuatro cilindros, cada una impulsando una hélice de tres palas que tenía 4,5 metros (14 pies 9 pulgadas) de diámetro en los ejes exteriores y 4,4 metros (14 pies 5 pulgadas) en el eje central. Los motores estaban propulsados por veinte calderas Belleville a una presión de trabajo de 18 kg / cm² (1765 kPa; 256 psi) y tenían un valor nominal de 16 500 caballos de fuerza métricos (12 100 kW) para dar al barco una velocidad de 18 nudos (33 km) / h; 21 mph. Durante sus pruebas en el mar el 16 de julio de 1901, el barco apenas superó su velocidad diseñada, alcanzando 18,1 nudos (33,5 km / h; 20,8 mph) desde 16 590 caballos de fuerza métricos (12 200 kW). Iéna transportó un máximo de 1165 toneladas (1147 toneladas largas) de carbón; esto le permitió navegar a vapor durante 4400 millas náuticas (8100 km; 5100 millas) a una velocidad de 10,3 nudos (19,1 km / h; 11,9 mph). La energía eléctrica de 80 voltios del barco fue proporcionada por cuatro dínamos, un par con capacidad de 600 y el otro de 1200 amperios cada uno.

## Armamento y armadura
Al igual que los barcos de la clase Carlomagno, Iéna llevaba su armamento principal de cuatro cañones Canon de 305 mm (12 pulgadas) Modèle 1893-1896 de calibre 40 en dos torretas gemelas, una a proa y a popa de la superestructura. Cada torreta tenía una dínamo dedicada de 300 amperios para atravesarla y alimentar el polipasto de municiones. Sin embargo, los cañones se elevaron manualmente entre sus límites de -5 ° y + 15 °, y normalmente se cargaron en un ángulo de -5 °. Los cañones disparaban proyectiles perforantes con casquete (APC) de 340 kilogramos (750 lb) a una velocidad de una ronda por minuto a una velocidad de salida de 815 m / s (2670 pies / s). Esto dio un alcance de 12 000 metros (13 000 yardas) a la elevación máxima de + 15 °. Los cargadores almacenaron 45 proyectiles por arma y se guardaron 14 proyectiles adicionales en cada torreta.
El armamento secundario del barco consistía en ocho cañones Canon de 164,7 mm Modèle 1893 de calibre 45, que estaban montados en la batería central en la cubierta superior, y disparaban proyectiles APC de 54,2 kilogramos (119 libras). A su máxima elevación de + 15 °, su velocidad de salida de 800 m / s (2600 pies / s) [10] les dio un alcance máximo de 9 000 metros (9 800 yardas). Cada arma se proporcionó con 200 rondas, suficiente para 80 minutos a su velocidad de disparo sostenida de 2 a 3 rondas por minuto. También llevaba ocho cañones Canon de 100 mm (3,9 pulgadas) Modèle 1893 de calibre 45 en monturas individuales sin protección en la cubierta del refugio. Estos cañones dispararon un proyectil de 14 kilogramos (31 libras) a 740 m / s (2400 pies / s), que podría entrenarse hasta 20 ° para un alcance máximo de 9500 metros (10400 yd). Su tasa máxima teórica de disparo era de seis disparos por minuto, pero solo podían sostenerse tres disparos por minuto. Cada arma estaba provista de 240 proyectiles en el cargador del barco.

Las defensas de los botes anti-torpedo de Iéna consistían en veinte cañones Canon de 47 mm (1,9 pulgadas) Modèle 1885 Hotchkiss de calibre 40, instalados en plataformas en ambos mástiles militares, troneras en el casco y en la superestructura. Dispararon un proyectil de 1,49 kilogramos (3,3 libras) a 610 m / s (2000 pies / s) a un alcance máximo de 4000 metros (4400 yardas). Su tasa máxima teórica de disparo era de quince disparos por minuto, pero solo se sostenían siete disparos por minuto. Los cargadores del barco contenían 15.000 proyectiles para estos cañones.  El contralmirante (Contre-amiral) René Marquis criticó la disposición de los cañones de 47 mm en un informe de 1903: «El número de cartuchos listos para usar es insuficiente y los polipastos son desesperadamente lentos. Los cañones de 47 mm, mucho más que las armas grandes y medianas, tendrán que luchar de noche, sin embargo, son las únicas armas sin sistema de control de tiro diseñado para operaciones nocturnas. Esta es una deficiencia que debe corregirse lo antes posible .»  Iéna También montó cuatro tubos de torpedos de 450 milímetros (17,7 pulgadas), dos en cada costado, uno sumergido y el otro por encima del agua. Los tubos sumergidos se fijaron en un ángulo de 60 ° desde la línea central y los soportes sobre el agua podían atravesar 80 °.  Se llevaron doce torpedos Modèle 1889, de los cuales cuatro eran modelos de entrenamiento en tiempos de paz.
El barco tenía un cinturón de línea de flotación completo de blindaje Harvey de 2,4 metros (7 pies 10 pulgadas) de altura. Las placas de blindaje eran de 320 mm (12,6 pulgadas) de espesor en el centro del barco; se adelgazaron hasta un espesor de 272 mm (10,7 pulgadas) en la proa y 224 mm (8,8 pulgadas) en la popa. Por debajo de la línea de flotación, las placas se estrecharon a un grosor de 120 mm (4,7 pulgadas) en su borde inferior durante la mayor parte de la eslora del barco, aunque las placas en la popa tenían 100 mm de grosor. El cinturón de blindaje superior tenía dos tramas, la inferior de 120 mm de grosor y la superior de 80 mm (3,1 pulgadas). Su altura combinada era de 2 metros (6 pies 7 pulgadas) en medio del barco. La traca inferior estaba respaldada por un coferdán muy subdividido destinado a reducir las inundaciones de cualquier golpe penetrante, ya que sus compartimentos estaban llenos de 14 858 «ladrillos» resistentes al agua de algas Zostera secas y comprimidas (briquettes de zostère). El alga estaba destinada a expandirse al entrar en contacto con el agua y tapar cualquier agujero. La cubierta blindada consistía en una placa de acero dulce de 65 mm (2,6 pulgadas) colocada sobre dos placas de 9 mm (0,35 pulgadas). La plataforma de astillas debajo de ella constaba de dos capas de placas de 17 mm (0,67 pulgadas).
Las placas de blindaje Harvey que protegen los lados de las torretas tenían un grosor de 290 mm (11,4 pulgadas) y el acero dulce de los techos de las torretas tenía un grosor de 50 mm (2 pulgadas). Las barbetas estaban protegidas por 250 mm (9,8 pulgadas) de armadura Harvey. Los lados y la parte trasera de la batería central tenían un grosor de 90 mm (3,5 pulgadas). El mamparo transversal delantero tenía un grosor de 55 a 150 milímetros (2,2 a 5,9 pulgadas), las placas más gruesas protegían la batería central y se reducían de grosor cuanto más descendía hasta que llegaba a la cubierta blindada. Los cañones de 164 mm estaban protegidos por escudos de cañón de 70 milímetros (2,8 pulgadas). Las placas de blindaje que protegen la torre de mando tenían un grosor de 258 a 298 mm (10,2 a 11,7 pulgadas) en su cara y trasera, respectivamente. Su tubo de comunicaciones estaba protegido por 200 mm (7,9 pulgadas) de armadura.

## Construcción y carrera

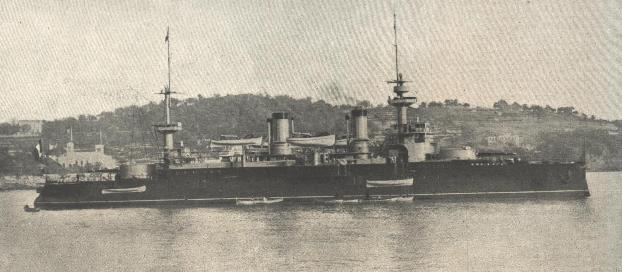
Iéna en marzo de 1907

Ordenada el 3 de abril de 1897,  y nombrada en honor a la victoria francesa en la batalla de Jena, Iéna fue depositada en el Arsenal de Brest el 15 de enero de 1898 . Fue botado el 1 de septiembre y completado (armement définitif) el 14 de abril de 1902 a un costo de F25,58 millones.  Cinco días después, el barco partió hacia Toulon, perdiendo a un hombre por la borda y teniendo algunos problemas con el timón en ruta, antes de llegar el 25 de abril. Iéna se convirtió en el buque insignia del Marqués como comandante de la Segunda División del Escuadrón del Mediterráneo el 1 de mayo y fue atracado para reparaciones del 14 al 31 de mayo. Una vez finalizadas las reparaciones, el barco inició una serie de visitas a puertos en Francia y el norte de África francés que se repetiría durante la mayor parte de su carrera. Pasó la mayor parte de enero de 1903 reacondicionando y fue inspeccionada por el rey Alfonso XIII de España durante una visita a Cartagena en junio. Tras otra remodelación del 20 de agosto al 10 de septiembre, Iéna, junto con el resto de la escuadra del Mediterráneo, visitó las Islas Baleares en octubre. Durante el viaje de regreso, dos tripulantes murieron mientras se entrenaban con el mecanismoi de dirección manual en mar agitada. Marquis fue relevado por el contraalmirante Léon Barnaud el 3 de noviembre. Iéna llevó a cabo ejercicios de entrenamiento frente a la costa de Provenza del 19 de noviembre al 17 de diciembre.
Iéna participó en la revisión de la flota frente a Nápoles en abril-mayo de 1904 cuando Émile Loubet, presidente de Francia, realizó una visita de estado con el rey Víctor Manuel III de Italia. Posteriormente, el Escuadrón Mediterráneo cruzó el Levante, visitando Beirut, Suda Bay, Smyrna, Mytilene, Salonika y Piraeus. En 1905 el barco fue reacondicionado durante el 15-25 de abril y luego participó en el crucero de verano del Escuadrón Mediterráneo, durante el cual visitó puertos en Francia y el norte de África francés entre el 10 de mayo y el 24 de junio. Participó en las maniobras anuales de la flota durante el período del 3 de julio al 1 de agosto. El contralmirante Henri-Louis Manceron relevó a Barnaud el 16 de noviembre. Durante el 12-17 de abril de 1906, Iéna fue enviada para brindar asistencia a Nápoles después de la erupción del Vesubio. A partir del 3 de julio, el barco participó en las maniobras de la flota combinada, que incluyó al Escuadrón Norte ese año. Después de la conclusión del ejercicio el 4 de agosto, pasó la mayor parte de los siguientes meses reacondicionando, además de participar en una revisión naval internacional en Marsella el 16 de septiembre con barcos británicos, españoles e italianos. Poco después, mientras hacía ejercicio frente a Toulon, el barco chocó accidentalmente con el barco torpedero no. 96 y se hundió.

## Pérdida

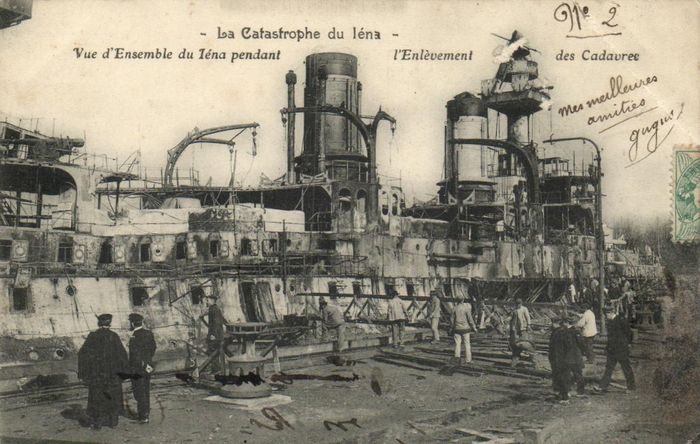
Una postal que muestra la parte central de Iéna, con pintura carbonizada y chamuscada prominente.

El 4 de marzo de 1907 Iéna fue trasladada al dique seco n. ° 2 en la cuenca del Missiessy en Tolón para someterse al mantenimiento de su casco, así como a una inspección del eje del timón con fugas. Ocho días después, comenzando a las 13:35 y continuando hasta las 14:45, se inició una serie de explosiones cerca de los polvorines de popa de 100 milímetros que devastaron el barco y sus alrededores. Las explosiones volaron los techos de tres talleres cercanos y destruyeron el área entre el embudo de popa y la torreta de popa. Debido a que el barco estaba en un dique seco con el agua bombeada, inicialmente fue imposible inundar los cargadores, que no se habían descargado antes de atracar. El oficial al mando del acorazado Patrie, que estaba amarrado cerca, disparó un proyectil contra las puertas del dique seco en un intento de inundarlo, pero el proyectil rebotó sin perforar la puerta. Poco después, uno de los oficiales del barco los abrió manualmente. Un total de 118 tripulantes y trabajadores del astillero murieron por las explosiones, al igual que 2 civiles en el suburbio de Pont-Las que murieron por los fragmentos.

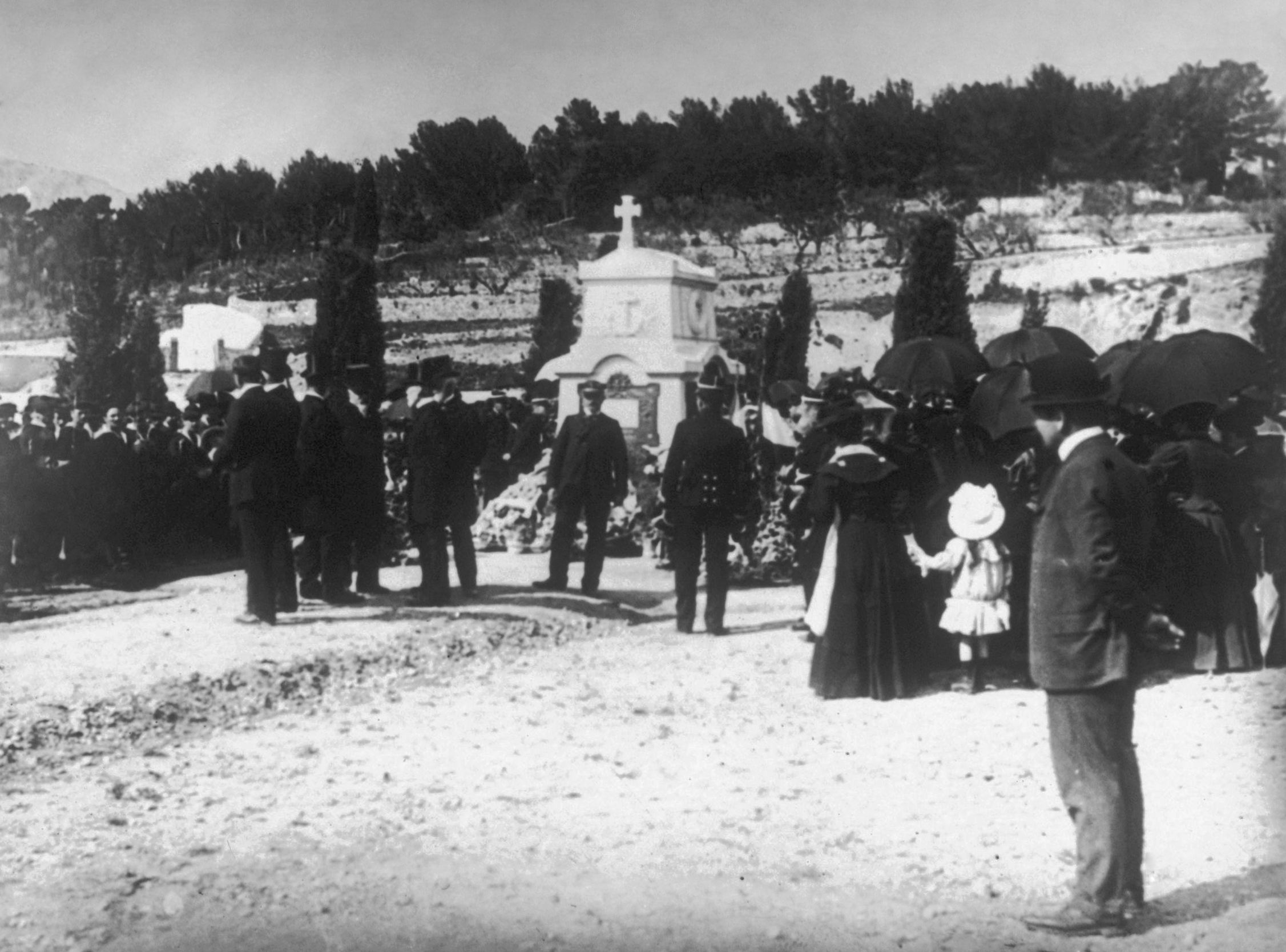
Inauguración del monumento a las víctimas de la explosión en 1908.

El 17 de marzo, el presidente de Francia, Armand Fallières, y Georges Clemenceau, que era tanto el presidente del Consejo de Ministros como el ministro del Interior, asistieron al funeral de las víctimas de la explosión. Se declaró un día nacional de duelo y se construyó un monumento en el cementerio de Lagoubran. Ambas cámaras del Parlamento francés, el Senado y la Cámara de Diputados, organizaron comisiones para investigar la causa de la explosión. La Cámara alta nombró su comisión el 20 de marzo bajo la presidencia de Ernest Monis mientras que la Cámara baja lo hizo ocho días después con Henri Michel como presidente.
El origen de la primera explosión se remonta a un cargador de 100 mm y se cree que fue causado por la descomposición de Poudre B, un propulsor a base de nitrocelulosa, que tendía a volverse inestable con el tiempo y a autoinflamarse, aunque se publicó un informe en abril de 1907 que declaró que un torpedo explotó en la sala de torpedos directamente debajo del cargador. Cuando se quemó emitió un humo de color amarillo que coincidía con el color visto por los testigos presenciales. Para probar esta teoría, Gaston Thomson, el ministro de la Marina, ordenó el 31 de marzo que se construyera un cargador de réplicas y el cargador de pólvora adyacente, pero cuando las pruebas se llevaron a cabo del 6 al 7 de agosto, no se consideraron concluyentes porque el propulsor utilizado en la prueba no tenía la misma edad que el del Iéna. Fallières nombró una comisión técnica el 6 de agosto que incluía al matemático Henri Poincaré, al químico Albin Haller y al inventor de Poudre B, Paul Vieille, que no llegó a una conclusión definitiva. La División de Propelentes de la Armada (Service des Poudres et Saltpêtres) objetó las críticas a su producto, alegando que fue probado para resistir temperaturas de 43 °C (110 °F) durante 12 horas, aunque nunca explicó cómo esa prueba era relevante para el almacenamiento a largo plazo de Poudre B en almacenes limitado a ventilación natural, como lo utilizaban todos los barcos de la flota. La Comisión Monis publicó su informe el 9 de julio, culpando de la explosión a Poudre B, y fue debatido del 21 al 26 de noviembre. La Comisión Michel publicó su informe el 7 de noviembre de 1908, aunque su contenido había sido debatido del 16 al 19 de octubre, y era "un modelo de vaguedad e imprecisión". El motivo de la explosión se convirtió en una causa célèbre con acusaciones de negligencia grave por parte del gobierno, de modo que Thomson se vio obligado a dimitir el último día del debate.

## Eliminación de desechos
Las múltiples explosiones abrieron el costado del barco entre los marcos 74 y 84 hasta el borde inferior del cinturón de blindaje, y toda la maquinaria en esta área fue destruida. Después de que se estimó que se necesitarían siete millones de francos y dos años para reparar por completo a Iéna, que ya estaba obsoleta, la marina decidió desmantelarla y usarla como barco objetivo. El barco fue eliminado de la lista de la marina el 18 de marzo y su tripulación fue reasignada el 3 de julio. Iéna fue desarmada, a excepción de sus cañones de 305 mm, y todo el equipo útil que se retiró en 1908. Se volvió a poner en condiciones de navegar a un costo de 700 000 francos y fue remolcada a un amarre frente a la Île des Porquerolles. Un programa para evaluar la efectividad de los proyectiles perforadores de blindaje llenos de Melinita comenzó el 9 de agosto de 1909 con el crucero blindado Condé disparando proyectiles desde sus cañones de 164,7 mm y 194 mm (7,6 pulgadas) a un alcance de 6 000 metros (6 600 yardas). Después de cada toma se fotografiaron los resultados y se evaluaron los efectos sobre la tripulación de muñecos de madera y animales vivos. El 2 de diciembre Iéna estaba a punto de hundirse y la marina decidió remolcarla a aguas más profundas. Poco después de que comenzara el remolque, zozobró y se hundió en aguas poco profundas. Los derechos de los restos del naufragio se vendieron el 21 de diciembre de 1912 por 33 005 francos y fue desmantelado y rescatado lentamente entre 1912 y 1927. Se contrató a otra empresa para que retirara los restos del naufragio en 1957.